# شهرستان چوئوخوف
شهرستان چوئوخوف (به لاتین: Człuchów County) یک شهرستان در لهستان است که در استان پومرانی واقع شده‌است.

## خصوصیات
شهرستان چوئوخوف ۱٬۵۷۴٫۴۱ کیلومترمربع مساحت و ۵۶٬۷۹۷ نفر جمعیت دارد.